# تپه قلعه خواجه سنگاور
تپه قلعه خواجه سنگاور مربوط به سده‌های میانی دوران‌های تاریخی پس از اسلام است و در شهرستان جاجرم، بخش مرکزی، دهستان میاندشت، ۱ کیلومتری شمال غربی شهر درق واقع شده و این اثر در تاریخ ۲۸ شهریور ۱۳۸۶ با شمارهٔ ثبت ۱۹۶۹۵ به‌عنوان یکی از آثار ملی ایران به ثبت رسیده‌است.